# Guanylyl-imidodiphosphate
Le guanylyl-imidodiphosphate (GMP-PNP) est un analogue structurel non hydrolysable du GTP. Il se lie étroitement aux protéines G en présence de Mg2+ et agit comme un activateur puissant de l'adénylate cyclase. On l'utilise souvent pour étudier la biosynthèse des protéines,.